# Мена, Хуан де
Хуан де Мена (исп. Juan de Mena; 1411, Кордова, — 1456, Торрелагуна) — испанский поэт, придворный кастильский историограф.
О его родителях не обнаружено никаких сведений; были высказаны[кем?] предположения, что он мог происходить из семьи принявших крещение евреев. Начальное образование получил в родном городе, затем учился в университете Саламанки, который закончил со степенью магистра искусств. Познакомившись с кардиналом Хуаном де Торквемадой, в 1433 году сопровождал того во Флоренцию и затем в Рим, где, в частности, познакомился с образцами латинской литературы; в 1444 году вернулся на родину, поступив на службу к королю Хуану II: был его секретарём (по латинским документам) и одновременно регидором (градоначальником) Кордовы. В 1445 году король назначил его придворным историографом.
Считается одним из отцов испанской поэзии. Его поэтические произведения имели гораздо больше успеха при дворе, чем в большой публике. Мелкие стихотворения (некоторые отличаются живостью тона) были впоследствии напечатаны в Cancionero general. В португальском поэтическом сборнике «Всеобщий песенник» (1516) опубликован Ennius castelhano. Лучшими его сочинениями считаются две поэмы, подражания Данте: Coronación (напечатана в 1492 году; поэтическое описание коронации маркиза Сантильяна) и Laberinto de Fortuna («Лабиринт Фортуны») или Las trescientas (так как состоит из 300 стансов). Эта дидактическая поэма была напечатана в Севилье в 1496 году (критическое издание вышло в 1904 году). Согласно словарю Мейера, «поэтическая ценность произведения, несмотря на отдельные прекрасные моменты, невысока», однако «многие современники в Испании и Португалии восхищались и подражали ей». Известно также его аллегорически-аскетическая поэма Coplas de los siete pecados mortales (напечатана в 1500 году), написанная в придворном стиле. Первое собрание его произведений было выпущено в 1528 году.